# Blanchard (Iowa)
Blanchard – miasto w Stanach Zjednoczonych, w stanie Iowa, w hrabstwie Page.

## Demografia
Zgodnie ze spisem statystycznym z 2000, miasto liczyło 61 mieszkańców. W 2023 liczba mieszkańców spadła do zaledwie 29 osób, a gęstość zaludnienia poniżej 49 osób/km².